# Ion Mihalache
Ion Mihalache (ur. 3 marca 1882 we wsi Goldeștii-Badii, okręg Argeș, zm. 6 marca 1963 w Râmnicu Sărat) - polityk rumuński, więzień sumienia.

## Życiorys
Pochodził z rodziny chłopskiej, z zawodu był nauczycielem. W czasie I wojny światowej walczył w armii rumuńskiej w stopniu porucznika. Po zakończeniu wojny należał do współtwórców Partii Chłopskiej (rum. Partidul Țărănesc). Sukces jego partii w wyborach parlamentarnych w listopadzie 1919 doprowadził Mihalache, zwolennika radykalnej reformy rolnej do teki ministra rolnictwa w rządzie, kierowanym przez Alexandru Vaida-Voievodę. Rząd jednak wkrótce upadł i Mihalache nie zdążył zrealizować swoich planów.
Po zjednoczeniu ruchu chłopskiego w 1926 i powstaniu Narodowej Partii Chłopskiej (Partidul Național Țărănesc) Mihalache znalazł się w jej władzach centralnych. W roku 1928 ponownie objął resort rolnictwa w rządzie, kierowanym przez Iuliu Maniu. W latach 1930–1933 sprawował funkcję ministra spraw wewnętrznych (w latach 1930-1931 także ministra spraw zagranicznych). W styczniu 1931 inicjator delegalizacji Żelaznej Gwardii, był przeciwnikiem powrotu na tron Karola II. Po odejściu z rządu skupił się na pracy partyjnej, działając na rzecz radykalizacji ruchu chłopskiego.
W czasie II wojny światowej był konsekwentnym przeciwnikiem zbliżenia rumuńsko-niemieckiego, ale popierał odzyskanie Besarabii, okupowanej przez ZSRR. Wziął udział w działaniach zmierzających do usunięcia Iona Antonescu 23 sierpnia 1944. Po przejęciu władzy przez komunistów, w 1947 zdelegalizowano Narodową Partię Chłopską. Mihalache wraz z Iuliu Maniu podjęli nieudaną próbę ucieczki z kraju, z lotniska Tămădău, ale zostali ujęci i postawieni przed sądem. W listopadzie 1947 Mihalache został skazany na karę dożywotniego pozbawienia wolności w obozie pracy. W latach 1947–1951 był więziony w Galați, skąd trafił do Sighetu Marmației. W 1955 przeniesiony do więzienia w Râmnicu Sărat, gdzie zmarł.
Był odznaczony Orderem Michała Walecznego.